# 静岡英和学院大学短期大学部
静岡英和学院大学短期大学部（しずおかえいわがくいんだいがくたんきだいがくぶ、英語: Shizuoka Eiwa Gakuin University Junior College）は、静岡県静岡市駿河区に存在する日本の私立短期大学。1887年創立、1966年大学設置。大学の略称は静岡英和、英和短大。 

## 概観

### 大学全体
- 静岡英和学院大学短期大学部は静岡県静岡市駿河区内にある日本の私立短期大学。学校法人静岡英和女学院により静岡英和女学院短期大学として1966年に設置された。キリスト教の思想に基づいた教育が行なわれている。かつては4学科を擁していたが、静岡英和学院大学の設置により2学科体制に縮小されている。また、2011年度より男女共学となる。

### 建学の精神（校訓・理念・学是）
- 静岡英和学院大学短期大学部には「愛の実践を伴う信仰こそが大切です」という聖句がある。これは、新約聖書の「ガラテヤの信徒への手紙 5の6」の一文を引用したものとなっている。

### 教育および研究
- 静岡英和学院大学短期大学部は現代コミュニケーション学科と食物学科が設置されている。カナダでの語学研修制度もある。

### 学風および特色
- 静岡英和学院大学短期大学部はキリスト教系の大学であることから、クリスマス礼拝をはじめとした宗教的行事が行われているところに特色がある。

## 沿革
- 1887年 静岡英和女学校が開校。
- 1966年 静岡英和女学院短期大学開学。
  - 国文学科
  - 英文学科
- 1969年 食物学科を増設。
- 1972年 専攻科を設置。
  - 国文学専攻
  - 英文学専攻
- 1990年 国際教養学科を増設。
- 1998年 専攻科にあらたな課程を設置する。
  - 国際教養専攻
- 2002年 静岡英和学院大学短期大学部と改称。
- 2011年 男女共学となる。

## 基礎データ

### 所在地
- 本部キャンパス（静岡県静岡市駿河区池田1769）

### 交通アクセス
- 新静岡バスターミナル・静岡駅北口・東静岡駅南口より、静岡日本平線「英和学院大学」行き・「日本平ロープウェイ」行きに乗車、「英和学院大学池田山団地」バス停下車すぐ。
- 東名ハイウェイバス・東名日本平バス停からも、徒歩10分程度でアクセス可能。

### 象徴
- 静岡英和学院大学短期大学部のカレッジマークは、カナダ楓の葉をイメージしている。これは、カナダのメソジスト教会の協力により設置されたことに因んでいる。

## 教育および研究

### 組織

#### 学科
- 食物学科
  - 栄養士・フードスペシャリストコース
  - 栄養士・フードサイエンティストコース
- 現代コミュニケーション学科
  - イングリッシュ・コミュニケーション・ユニット
  - 医療事務ユニット
  - ホテル・ブライダル・ユニット
  - ビジネス・マネジメント・ユニット
  - ライフ・デザイン・ユニット
  - 観光ユニット
  - ファッション・ビューティー・ユニット
  - メディカル・クラークユニット

#### 専攻科
- 以下の専攻課程が設けられていた。
- 国文学専攻：1996年度より大学評価・学位授与機構に認定された。
- 英文学専攻：1996年度より大学評価・学位授与機構に認定された。
- 国際教養専攻

##### 取得資格について
資格
- 栄養士：食物学科
- フードスペシャリスト（受験資格）：食物学科
- フードサイエンティスト：食物学科

教職課程
- 中学校教諭2種免許状が設置されていた。
  - 国語：かつての国文学科に設置されていた。
  - 英語：かつての英文学科に設置されていた。

## 学生生活

### 部活動・クラブ活動・サークル活動
- 静岡英和学院大学短期大学部のクラブ活動（静岡英和女学院短期大学を含む）
- 体育：バスケットボール・バレーボール・サッカー・バドミントン・テニス・野球・弓道・ダンスなどがある。
- 文化系では軽音楽・吹奏楽・日本文化などがある。

### 学園祭
- 静岡英和学院大学短期大学部の学園祭は「かえで祭」と呼ばれ、静岡英和女学院短期大学以来、例年11月頃に行なわれる。学生がアイデアや企画を競う手作りの祭で、「ミスかえでコンテスト」が行なわれたりする。

## 大学関係者と組織

### 大学関係者
- 武藤元昭：前学長

### 出身者
- さくらももこ：漫画家、半自叙伝の漫画『ひとりずもう』の終盤で、わずかながら当校が描かれている。

## 施設

### キャンパス
- 図書館ほか

### 寮
- 「静楓寮（せいふうりょう）」と称した学生寮があった。

## 対外関係

### 他大学との協定
- ブリティッシュコロンビア大学：カナダ

### 姉妹校
- 東洋英和女学院大学
- 山梨英和大学

### 系列校
- 静岡英和学院大学
- 静岡英和女学院中学校・高等学校

## 社会との関わり
- 1998年12月3日、旧来の国際教養学科において映画プロデューサーの河井慎也による特別講演会が開催された。
- 2008年6月12日、食物学科が社団法人全国栄養士養成施設協会より本短大の功績を讃えて表彰されている。

## 卒業後の進路について

### 編入学・進学実績
- 食物学科：浜松大学・東京海洋大学・岐阜大学・東北福祉大学・実践女子大学・昭和女子大学・くらしき作陽大学ほか
- 国文学科：都留文科大学・フェリス女学院大学・京都橘女子大学・大谷女子大学・杏林大学・立正大学ほか
- 英文学科：静岡大学・川村学園女子大学・青山学院大学・桜美林大学・拓殖大学ほか
- 国際教養学科：東京経済大学・愛知大学・愛知淑徳大学・名城大学ほか